# Первая ачехская экспедиция
Первая ачехская экспедиция — военная операция Нидерландов против Султаната Ачех, длившаяся с 26 марта по 25 апреля 1873 года и положившая начало конфликту, известному под названием Ачехской войны. Формальным поводом для карательной экспедиции в Ачех Королевской армии Нидерландов в Ост-Индии под командованием генерал-майора Йохана Кёлера было обеспечение соблюдения нового договора по борьбе с пиратством. Военная кампания закончилась поражением Нидерландов.

## Предыстория
Суматранский договор, заключённый между Нидерландами и Великобританией в 1871 году, предоставлял Нидерландам полную свободу действий на Суматре. Он отменял Лондонский договор от 1824 года, в котором стороны обязались уважать суверенитет султаната Ачех. После открытия Суэцкого канала в 1869 году возросло значение судоходного пути через Малаккский пролив. Правительство Ачеха рассчитывало увеличить свои доходы за счёт пиратства. Нидерланды, стремившиеся к контролю над всем островом Суматра, получили формальный повод для вмешательства во внутренние дела султаната. 
По соглашению между генерал-губернатором Нидерландской Индии Джеймсом Лаудоном и министром колоний Нидерландов Исааком Дигнусом Франсеном ван де Путте, в феврале 1873 года в Ачех был назначен эмиссар правительства Нидерландов Фредерик Николас Ньювенхейзен, который через посредников попытался начать переговоры с султаном Аладдином Махмудом II Шахом о возобновлении договора, заключённого генералом Яном ван Свитеном в 1859 году. По последнему Нидерланды и Ачех соглашались вместе бороться с пиратством. Однако Ньювенхейзен не смог ничего добиться, так как власть в Ачехе находилась не в руках султана, а у представителей местной знати. Слухи о том, что султан заручился поддержкой Италии и США, стали причиной, по которой Лаудон приказал 26 марта 1873 года Ньювенхейзену объявить войну Ачеху. Не желавший военного конфликта, министр колоний Нидерландов был поставлен перед свершившимся фактом.

## Экспедиция
Во главе нидерландского экспедиционного корпуса встал генерал-майор Йохан Кёлер. Его заместителем был назначен полковник Элдерт Кристиан ван Дален. Ещё до официального объявления войны голландцы собрали армию численностью в 3000 человек, часть которых была вооружена недавно появившимися винтовками Бомона; на вооружении у остальных по прежнему оставались дульнозарядные ружья. Быстрый огонь был возможен благодаря винтовкам Бомона, однако это требовало практики, которой у голландцев обладали немногие солдаты. Поэтому винтовки Бомона не сыграли существенной роли в начавшейся военной кампании.
8 апреля 1873 года основные силы нидерландского экспедиционного корпуса высадились на побережье Ачеха близ султанского дворца-кратона. В предыдущих экспедициях голландцы продвигались к столице, не встречая особого сопротивления. Как только они захватывали главный город страны, их противники соглашались на капитуляцию. Однако ачехцы оказались хорошо вооружены и упорно сопротивлялись захватчикам. По мере продвижения голландцы постоянно подвергались обстрелам, даже ночью. Командование экспедиционного корпуса не было готово к партизанской войне. Им с трудом удалось взять мечеть под столицей Ачеха, которая после была ими сдана и вновь завоёвана ценой многих потерь. Во время второго штурма мечети, 14 апреля 1873 года, был убит генерал-майор Кёлер, и Дален принял командование на себя. Под его руководством корпус 16 апреля достиг кратона, находившегося всего в нескольких километрах от побережья. Штурм султанского дворца под командованием майора Франса Петруса Кавалье успеха не имел; за полчаса голландцы потеряли убитыми и раненными более 100 человек.
Командование экспедиции пришло к выводу о недостаточной подготовке корпуса к кампании. Голландцы отступили на побережье. Дален доложил эмиссару правительства Ньювенхейзену, что экспедиционный корпус слишком слаб для продолжения военной операции. Прежде всего не хватало артиллерии и понтонов. Командующий военно-морскими силами, высадивший десант, Купман также рекомендовал вернуться из-за приближающегося сезона дождей, который затруднил бы связь войск с рейдом. После возвращения экспедиционного корпуса на Яву журналист Конрад Бускен Хуэт назвал его командование «муссонными полковниками».
По согласованию с эмиссаром правительства Ньювенхейзеном, который, в свою очередь, поддерживал телеграфную связь с генерал-губернатором Лаудоном, голландцы решили отступить. 23 апреля 1873 года Лаудон дал официальное распоряжение. Экспедиционный корпус покинул Ачех 25 апреля того же года. В ходе кампании из 3000 человек Королевской армии Нидерландов в Ост-Индии было убито 4 офицера и 52 рядовых, ранено 27 офицеров и 411 рядовых.

## Итоги
Генерал-губернатор Лаудон попытался переложить вину за провал экспедиции на полковника Далена и эмиссара правительства Ньювенхейзена. Адъютант Лаудона Йоханнес Исаак де Рошмон, под псевдонимом Мауриц, опубликовал статью в «Общем журнале» (нидерл. Algemeen Dagblad), издании Нидерландской Индии, в которой возложил ответственность за «поспешное отступление» на Ньювенхейзена, а за плохое оснащение армии на бывшего командующего Королевской армией Нидерландов в Ост-Индии Виллема Эгберта Крёзена, который к тому времени уже находился в отставке и вскоре после этого умер. Когда выяснилось, кто на самом деле являлся автором статьи, пресса выразила общее мнение, что генерал-губернатор уже назначил крайних в провале кампании.
Лаудон предпринял несколько необычных шагов для того времени. Сначала он отправил в отставку всех старших офицеров, участвовавших в экспедиции, кроме полковника Далена. Затем генерал-губернатор поручил комитету подготовить отчёт на 1500 страниц, посвящённый вопросу установления виновных в поражении голландцев. Ньювенхейзен отказался сотрудничать с ним. Лаудон хотел уволить его с позором, но за правительственного эмиссара заступился министр колоний, который добился того, чтобы он был с честью уволен «по собственной просьбе». Подав в отставку, Ньювенхейзен уехал в Нидерланды. Пока расследование продолжалось, Дален, который тем временем получил должность командира первого военного ведомства на Яве, был повышен в звании до генерал-майора. Затем он попросил почётного увольнения со службы с пенсией. Просьба Далена была удовлетворена, после чего он также уехал в Нидерланды.
Отчёт генерал-губернатора был подготовлен 30 июня 1874 года, когда Ньювенхейзен и Дален уже находились в Нидерландах, а голландцы смогли захватить столицу султаната во время второй экспедиции в Ачех. Только в 1881 году его официально представили публике. Хотя к тому времени это уже не имело большого значения, данные отчёта вызвали сильное возмущение среди военных Королевской армии Нидерландов в Ост-Индии, а также у местной прессы. Х. Б. ван Дален, главный редактор газеты «Ява», приходился двоюродным братом полковнику Далену. После издания отчёта, он, как и большая часть колониальной армии, встал на сторону противников Лаудона.
Другой двоюродный брат полковника, Готфрид Конрад Эрнст ван Дален, участвовавший во второй ачехской экспедиции в звании капитана, отказался пожать руку генерал-губернатору после его возвращения на Яву в мае 1874 года. Лаудон добился того, чтобы Дален был уволен, хотя и с честью, и вручил уже обещанный ему Военный орден Вильгельма.
12 мая 1874 года король Виллем III учредил Ачехскую медаль 1873—1874. Обладателям этой награды разрешалось носить пряжку с надписью «ATJEH 1873—1874» на ленте Почётного знака важных военных компаний. Участникам кампании также были вручены кресты Военного ордена Вильгельма и медали «За отвагу и верность».